# Lycoriella trifolii
Lycoriella trifolii är en tvåvingeart som först beskrevs av Franklin William Pettey 1918.  Lycoriella trifolii ingår i släktet Lycoriella och familjen sorgmyggor.
Artens utbredningsområde är Idaho. Inga underarter finns listade i Catalogue of Life.